# Barra István (orvos)
Homoródalmási Barra István (Nagyajta, 1805 – Kiskőrös, 1865. december 11.) orvos, természettudós.

## Élete
Főnemesi székely családból származott. Orvos tanulmányainak befejezése után  1831-ben Pest-Pilis- és Solt megyék főorvosává nevezték ki, és Kiskőrösön telepedett le. Orvosi munkája mellett botanikával foglalkozott; 1841-ben megjelent növénytana számos új magyar növénynevet tartalmaz.

## Munkái
- Értekezés az epekórságról (Cholera morbus.) Pest. 1831 (Válasza a munkát ért kritikára)
- Természetirati értekezés a három természetország lényei rokonságáról és párhúzamos kifejlődéséről (orvostudori értekezés) Pest. 1833
- Tekintetes nemes Pest, Pilis és Solt törvényesen egyesült vármegyéknek természet-tudományi leírása. Pest. 1839 (Ismerteti Lencsés Antal a Hasznos Mulatságok 1839. nov. 2-i számában)
- Növenytan, melly a' magyarországi és erdélyi növeny rendeknek, alrendeknek, ivadékoknak, alivadékoknak fűvészeti leirását, földrajzi elterjedését, távolabbi, közelebbi vegytani állványrészét, érzéki sajátságát, orvosi, gazdasági, művészeti és gyári hasznának előterjesztését, a'legérdekesb kerti és mezei nemeknek előszámlálását, a' leghaszonvehetőbb és legesmeretesb fajoknak megnevezését, a'legujabb természetvizsgálók és vegytanosok felfedezése szerint foglalja magában., Első rész., Kétszikü vagy kinövő növenyek. Pest: Trattner–Károlyi. 1841 (több nem jelent meg)

Orvosi cikkeket írt a Sas című folyóiratba (1832), Ismertetőbe (1841) és a M. Orvosok és Term. Munkálataiba (1845–47)